# Miroslav Pavlović
Pour les articles homonymes, voir Pavlović.
Miroslav Pavlović (né le 23 octobre 1942 à Požega en Serbie, mort le 19 juin 2004 à Belgrade en Serbie)  est un footballeur serbe, défenseur de l'Étoile Rouge de Belgrade et de l'équipe de Yougoslavie dans les années 1970. Il fit partie de la sélection yougoslave lors de la Coupe du monde 1974 en Allemagne.
Pavlović a marqué deux buts lors de ses quarante six sélections avec l'équipe de Yougoslavie entre 1968 et 1974. 

## Carrière
- 1967-1974 : FK Étoile rouge de Belgrade  Yougoslavie
- 1974-1976 : KFC Diest  Belgique
- 1977: San José Earthquakes  États-Unis

## Palmarès

### En équipe nationale
- 46 sélections et 2 buts avec l'équipe de Yougoslavie entre 1968 et 1974.

### Avec l'Étoile Rouge de Belgrade
- Vainqueur du Championnat de Yougoslavie de football en 1968, 1969, 1970 et 1973.
- Vainqueur de la Coupe de Yougoslavie de football en 1968, 1970 et 1971.
- Vainqueur de la Coupe Mitropa en 1968.